# La Honte aux trousses
La Honte aux trousses est le quatrième album de la série Kebra de Tramber et Jano, sorti en 1983. C'est le premier album de Kebra réalisé en solo par Jano, après la fin de la collaboration des deux auteurs en 1982.

## Publications
Les histoires composant La honte aux trousses ont été pré-publiées dans plusieurs magazines :
- Le HLM infernal : Métal hurlant n° 81.
- Les plans fête à Fuinette : Métal hurlant n° 83.
- Le Rock n Roll me colle aux grolles ! : Métal hurlant n° 83bis.
- Le cocu l'a dans l'cul ! : Rigolo numéro 1/2
- Meganique mécanique chez les mystiques : Métal hurlant n° 89.
- On dérouille en 2 roues ! : Rigolo n° 3.
- Le casse crasse casque pas des masses : Métal hurlant n° 92.
- Voyage sauvage : Rigolo n° 4
- Souk d'enfer pour un look en fer : Rigolo n° 5[2]